# 20
20 (XX) var ett skottår som började en måndag i den julianska kalendern.

## Händelser

### Okänt datum
- Tiberias byggs av Herodes Antipas vid Galileiska sjön till Tiberius ära.
- Galba blir romersk praetor.
- Marcus Valerius Messalla Barbatus blir konsul i Rom.
- Filon definierar filosofi som teologins tjänare.
- Detta är det första året i den kinesiska Xindynastins Dihuang-era.

## Avlidna
- Vipsania Agrippina, Gaius Asinius Gallus hustru och Tiberius före detta hustru
- Marcus Valerius Messalla Barbatus, romersk konsul (död detta eller nästa år)